# 제68회 미국 작가 조합상
제68회 미국 작가 조합상은 2015년 뛰어난 활동을 보인 영화 작가를 기리기 위해 2016년 2월에 열린 시상식이다.

## 수상 및 후보

### 각본상
- 스포트라이트 - 조쉬 싱어 외 1명 수상
- 스파이 브릿지 - 맷 차먼 외 2명
- 시카리오: 암살자의 도시 - 테일러 쉐리던
- 스트레이트 아웃 오브 컴턴 - 앤드리아 버로프 외 1명
- 나를 미치게 하는 여자 - 에이미 슈머

### 각색상
- 빅쇼트 - 아담 맥케이 외 1명 수상
- 캐롤 - 필리스 나지
- 마션 - 드류 고다드
- 스티브 잡스 - 아론 소킨
- 트럼보 - 존 맥나마라

### 다큐멘터리 각본상
- 고잉 클리어: 사이언톨로지 앤 더 프리즌 오브 빌리프 - 알렉스 기브니 수상
- 빙 캐나디안 - 로버트 코엔
- 커트 코베인: 몽타주 오브 헥 - 브렛 모겐
- 프로펫츠 프레이 - 에이미 버그

### TV 드라마 시리즈
- 매드맨 7 - 세미 첼라스 외 8명 수상
- 디 아메리칸즈 시즌3 - 조슈아 브랜드 외 7명
- 베터 콜 사울 시즌2 - 빈스 길리건 외 5명
- 왕좌의 게임 5 - 데이비드 베니오프 외 3명
- 미스터 로봇 시즌1 - 샘 에스마일 외 6명

### TV 코미디 시리즈
- VEEP 4 - 사이먼 블랙웰 외 16명 수상
- 브로드 시티 시즌1 - 일래너 글레이저 외 7명
- 실리콘 밸리 시즌2 - 알렉 버그 외 9명
- 트랜스패런트 - 질 솔로웨이 외 8명
- 언브레이커블 키미 슈미트 시즌1 - 잭 버딧 외 11명

### TV 뉴 시리즈
- 미스터 로봇 시즌1 - 샘 에스마일 외 6명 수상
- 베터 콜 사울 시즌1 - 빈스 길리건 외 5명
- 블러드라인 시즌1 - 조나단 글래처 외 7명
- 더 라스트 맨 온 어스 시즌1 - 앤디 보브로 외 10명
- 언브레이커블 키미 슈미트 시즌1 - 잭 버딧 외 11명

### TV 드라마 에피소드
- 베터 콜 사울 시즌1 - 빈스 길리건 외 1명 수상
- 나르코스 - 앤드류 블랙
- 레프트오버 - 데이먼 린드로프 외 1명
- 굿 와이프 7 - 로버트 킹 외 1명
- 왕좌의 게임 5 - 데이비드 베니오프 외 1명
- 매드맨 7 - 매튜 웨이너

### TV 코미디 에피소드
- 실리콘 밸리 시즌2 - 클레이 타버 수상
- 더 라스트 맨 온 어스 시즌1 - 윌 포트
- 모던 패밀리 7 - 스티븐 레비탄 외 1명
- VEEP 4 - 사이먼 블랙웰
- 마론 시즌1 - 데이브 앤서니
- 블랙키시 시즌2 - 피터 사지

### TV 장편 각본상
- 세인츠 앤 스트레인져스 - 세스 피셔 외 3명 수상
- 아메리칸 호러 스토리 시즌5 - 브래드 팰척 외 9명
- 플레쉬 앤 본 - 애덤 랩 외 4명
- 썬즈 오브 리버티 - 커크 엘리스 외 3명

### TV 장편 각색상
- 파고 시즌2 - 스티브 블랙맨 외 4명 수상
- 더 레드 텐트 - 엘리자베스 챈들러 외 1명
- 쇼 미 어 히어로 - 윌리엄 F. 조지 외 1명

### TV 단편 뉴 미디어 각본상
- 백 투 리얼리티 - 다린 스트라우스 수상
- 본 디스 웨이 - 수잔 밀러

### TV 단편 뉴 미디어 각색상
- 히어로즈 리본: 다크 매터스 - 자크 크래일리 수상
- 피어 더 워킹 데드 시즌1 - 마이크 주닉 외 1명
- 아쿠아리우스 - 데이빗 리드

### TV 애니메이션상
- 밥스 버거스 - 댄 파이벨 수상
- 밥스 버거스 - 웬디 몰리뉴스
- 심슨 가족 - 캐롤린 오마인
- 보잭 호스맨 - 켈리 칼루스카
- 심슨 가족 - 맷 셀맨
- 심슨 가족 - 마이클 프라이스

### TV 코미디/버라이어티 - 토크
- 리얼 타임 위드 빌 마허 - 빌 마허 외 8명 수상
- 코난 - 코난 오브라이언 외 16명
- 더 데일리 쇼 위드 존 스튜어트 - 존 스튜어트 외 14명
- 더 레이트 쇼 위드 스티븐 콜버트 - 스티븐 콜버트 외 18명
- 더 투나잇 쇼 스태어링 지미 펄론 - 지미 펄론 외 20명

### TV 코미디/버라이어티 - 스케치 1
- 인사이드 에이미 슈머 - 에이미 슈머 외 9명 수상
- 키 앤 필 시즌4 - 키건 마이클 키 외 9명
- 새터데이 나잇 라이브 - 콜린 조스트 외 28명

### TV 코미디/버라이어티 - 스페셜
- 지미 키멜 라이브: 10번째 애뉴얼 애프터 디 오스카 스페셜 - 지미 키멜 수상
- 제 69회 토니 어워즈 - 글렌 웨이스
- 케네디 센터 아너스 - 루이스 프리드먼 외 3명
- 2015 필름 인디펜던트 스피릿 어워즈 - 프랭크 세바스티아노 외 4명
- 에이미 슈머: 라이브 앳 디 아폴로 - 크리스 록
- 새터데이 나잇 라이브 40주년 스페셜 - 프레드 아미센 외 21명

### TV 퀴즈 앤 관객 참여상
- 헐리우드 게임 나잇 - 그랜트 테일러 외 4명 수상
- 제오파디! - 존 듀워트

### TV 낮 드라마
- 제너럴 호스피털 - 엘리자베스 페이지 외 11명 수상
- 더 볼드 앤 더 뷰티풀 - 브래들리 벨 외 7명

### TV 어린이방송 에피소드
- 고티머, 레인저 앤드 멜 vs. 디 엔들리스 나이트 - 아민타 고옐 수상
- 걸 밋츠 아이 앰 파클 - 마크 브루트만
- 고티머 앤 더 서프라이즈 시즈네이처 - 브라이언 터너
- 고티머 vs 더 렐렌트리스 레인보우 오브 조이 - 데이비드 아낙사고라스 외 1명
- 레인저 vs. 더 페이블드 플라워 오브 노말 스트릿 - 로리 파레스

### TV 어린이방송 대본상
- 디센던트 - 조산느 맥기본 외 1명 수상

### TV 다큐멘터리 - 시사
- 아메리칸 테러리스트 - 톰 제닝스 수상
- 건드 다운: 더 파워 오브 더 엔알에이 - 마이클 커크

### TV 다큐멘터리 - 그외
- 노바 - 다니엘 맥케이브 수상
- 프론트라인 - 마르셀라 가비리아
- 디 아메리칸 익스피어리언스 - 챠나 가짓
- 프론트라인 - 마이크 와이저

### TV 뉴스 - 게시판 or 보고서
- 60 미니츠 - 스콧 펠리 외 4명 수상
- 요기 베라 트리뷰트 - 제랄드 마자

### TV 뉴스 - 분석, 기능, 해설
- 60 미니츠 - 샤린 알폰시 외 2명 수상

### 파울 셀빈 명예상
- 트럼보 - 존 맥나마라 수상